# Amsterdamska koalicija
Amsterdamska koalicija bila je koalicija hrvatskih liberalnih političkih stranaka lijevog centra i centra.
Koalicija se sastoji od šest stranaka - Građansko-liberalnog saveza (GLAS), Istarskog demokratskog sabora (IDS-DDI), Hrvatske seljačke stranke (HSS), Primorsko-goranskog saveza (PGS), Demokrata i Hrvatskih laburista – Stranka rada. Formalno je nastala 8. prosinca 2018. godine kada su Anka Mrak Taritaš (GLAS), Krešo Beljak (HSS) i Boris Miletić (IDS-DDI) potpisali koalicijski sporazum za izbore za Europski parlament. Koalicija je predstavila listu od 12 kandidata za izbore za Europski parlament 23. veljače 2019. godine u Tvornici kulture, a nositelj liste bio je Valter Flego. Navode da se "bore za naprednu, slobodnu i prosperitetnu Hrvatsku", a da se "protive netoleranciji, nesposobnosti i primitivizmu".
Naziv "Amsterdamska koalicija" prvi put se počeo pojavljivati u medijima nakon što su GLAS i Pametno krajem 2017. godine u nizozemskom gradu Amsterdamu postali dio Saveza liberala i demokrata za Europu, transnacionalne europske političke stranke. Stranka Pametno napustila je koaliciju u kolovozu 2018. godine zbog neslaganja u vezi brodogradilišta Uljanik. Nakon izbora za Europski parlament 2019. godine, Hrvatska stranka umirovljenika je najavila svoj odlazak iz Amsterdamske koalicije i budući ulazak u koaliciju sa SDP-om uoči sljedećih parlamentarnih izbora, kao i HSS.
Na izborima za Europski parlament 2019. godine za Amsterdamsku koaliciju glasalo je 5,19 % birača, čime su osvojili jedan mandat. S 38,03% preferencijalnih glasova, istarski župan i član IDS-a Valter Flego osvojio je taj mandat.